# Raasiku
Raasiku (em estoniano:  Raasiku vald) é um município rural estoniano localizado na região de Harjumaa.

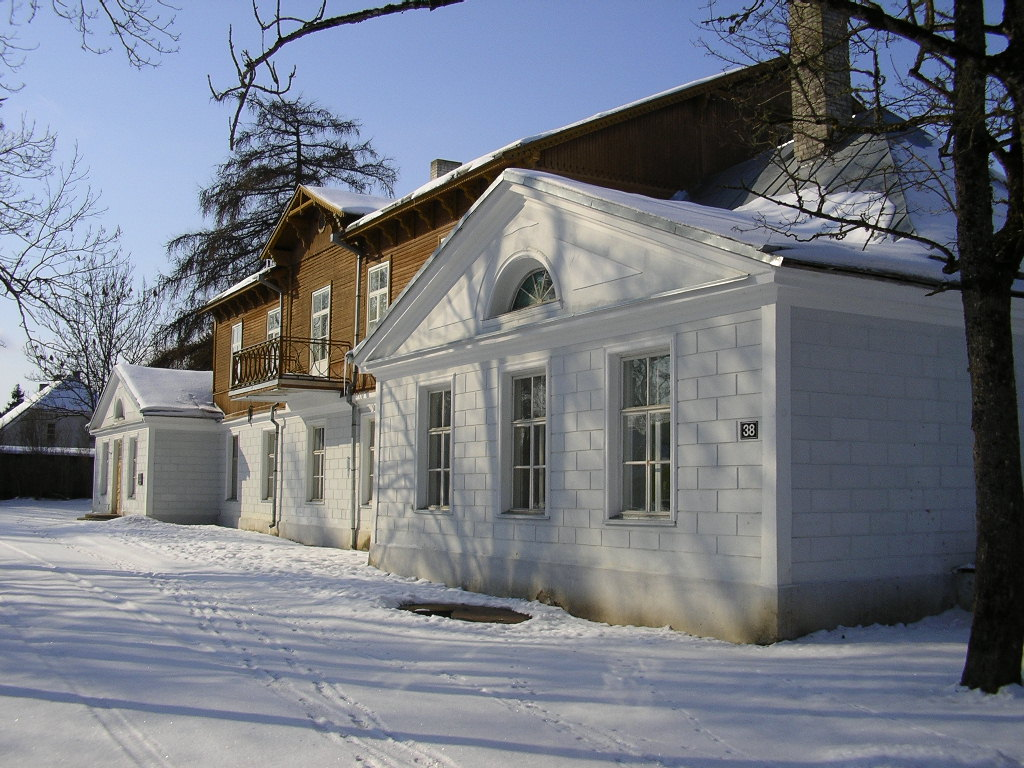
Aruküla
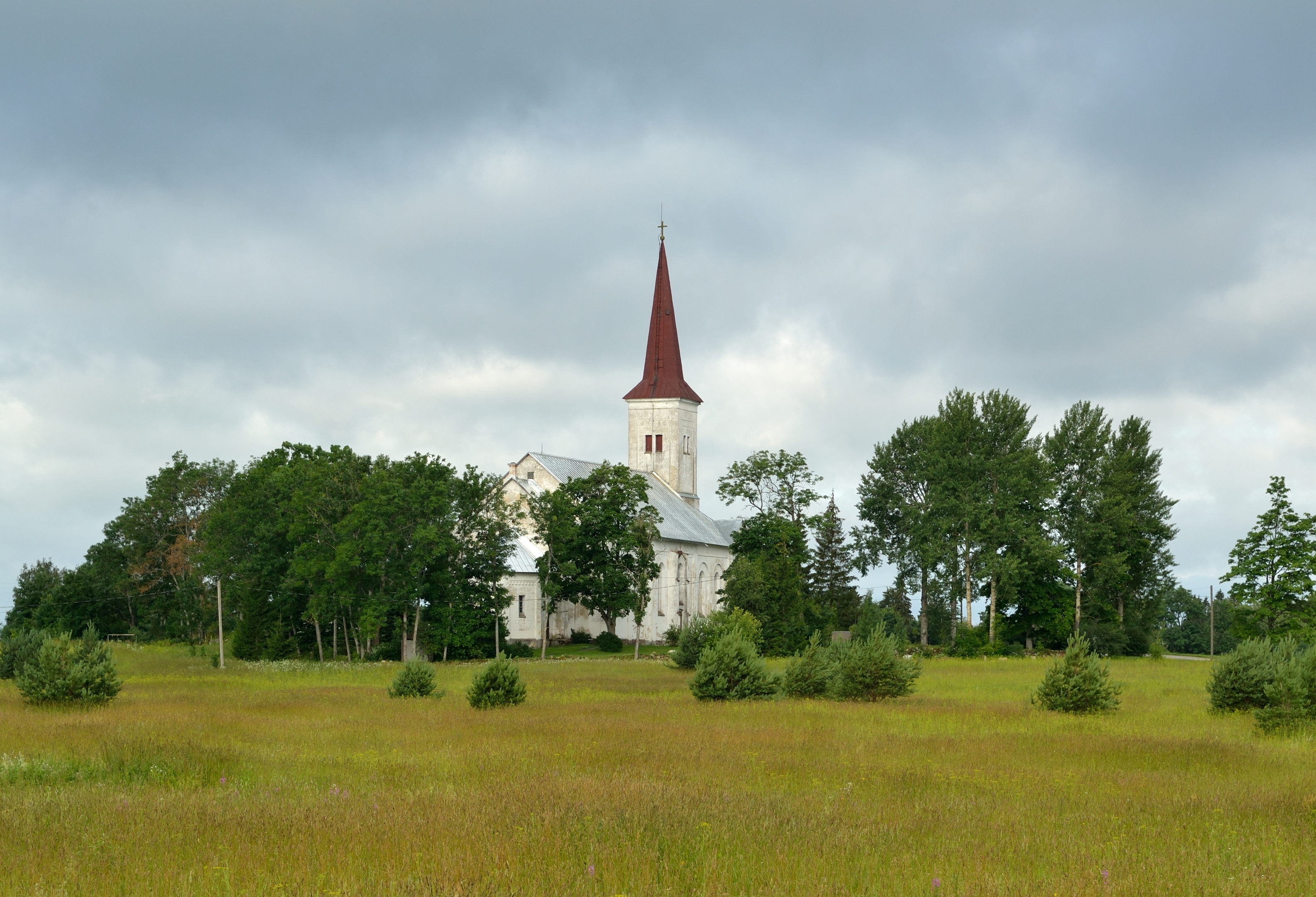
Raasiku
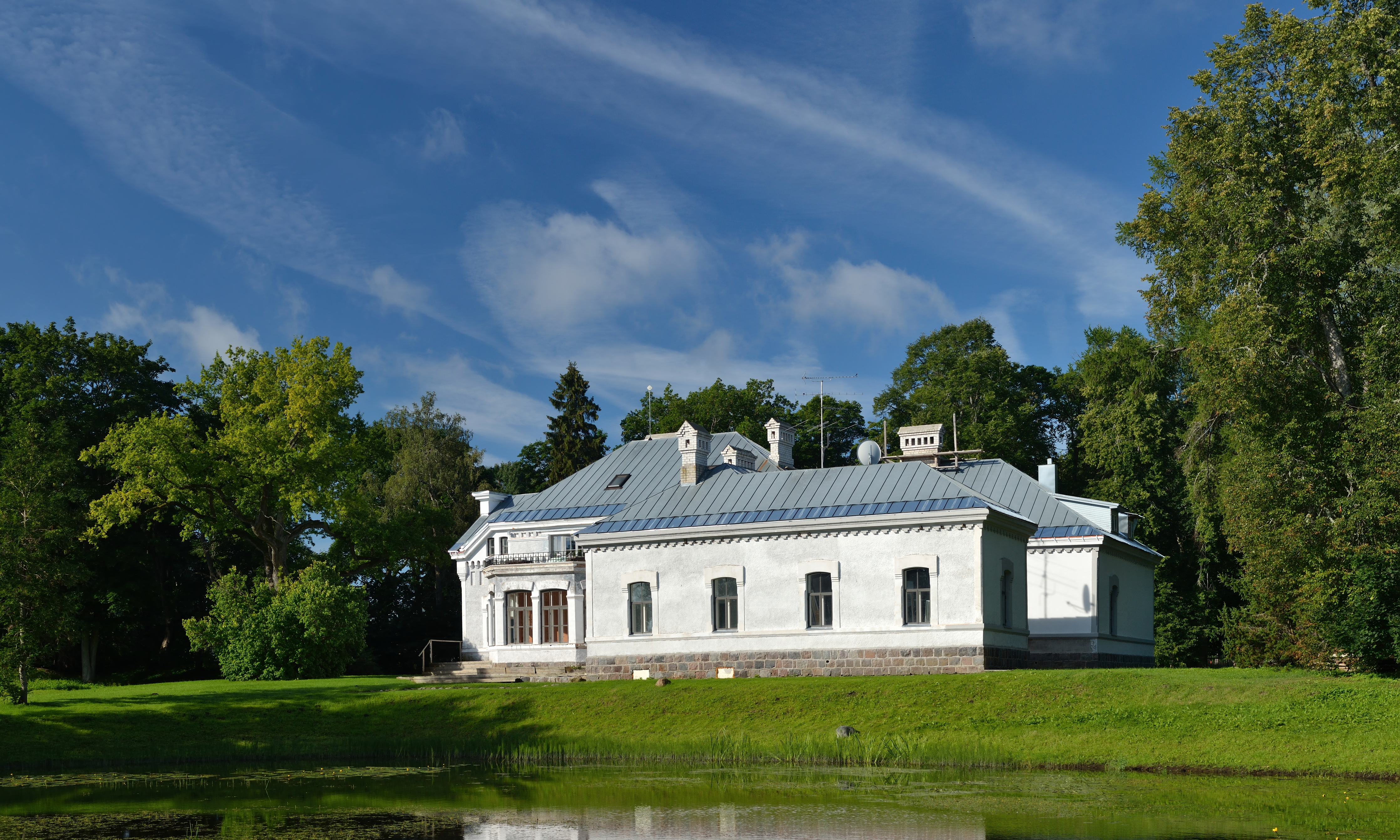
Kiviloo